# Bernardino Rocci
Bernardino Rocci  (né le 21 août 1627 à Rome, alors la capitale des États pontificaux, et mort le 2 novembre 1680 à Frascati) est un cardinal italien de l'Église catholique de la seconde moitié du XVIIe siècle, créé par le pape Clément X. 
Sa famille vient de Crémone et Milan. Rocci est un neveu du cardinal Ciriaco Rocci (1629) et un petit-neveu du cardinal Pompeio Arrigoni (1596).

## Biographie
Bernardino Rocci est gouverneur de Ferno et d'autres villes dans les États pontificaux. Il est secrétaire de la Congrégation de l'immunité ecclésiastique et de la Congrégation des rites, conseiller à la Congrégation de l'Inquisition, référendaire au tribunal suprême de la Signature apostolique. Rocci est chanoine de la basilique Saint-Pierre en 1661, nonce auprès du vice-roi de Naples en 1665 et gouverneur et administrateur de l'archidiocèse de Naples pendant la vacance de 1666-1667. Il est préfet du Palais apostolique en 1668.
Il est élu archevêque titulaire de Damas (de) en 1668 et est gouverneur de Castelgandolfo de 1671 à 1676.
Le pape Clément X le crée cardinal lors du consistoire du 27 mai 1675. En 1676 il est transféré au diocèse d'Orvieto (archevêque à titre personnel).
Rocci participe au conclave de 1676, lors duquel Innocent XI est élu pape et est légat à Ferrare.